# Daniele Finzi Pasca

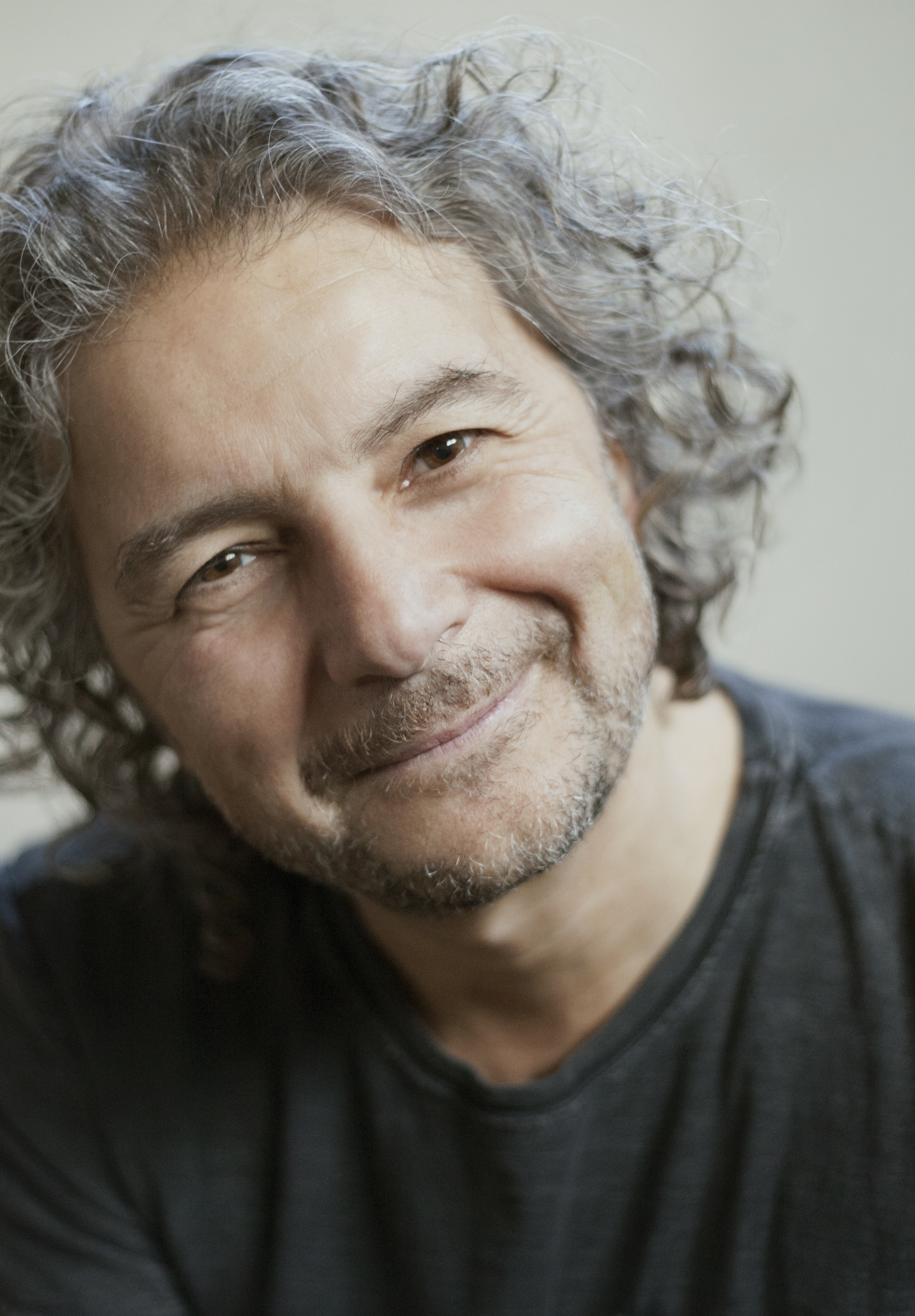
Daniele Finzi Pasca, 2014

Daniele Finzi Pasca (* 10. Januar 1964 in Lugano, Tessin) ist ein Schweizer Theaterautor, Regisseur, Clown, Choreograph und Gründer mehrerer Theater.

## Leben
Daniele Finzi Pasca wurde 1964 in Lugano in eine Familie von Fotografen geboren. Durch Gymnastikunterricht angeregt kam er zum Zirkus. Seine ersten Erfahrungen als akrobatischer Clown sammelte er beim Zirkus Nock. Er entwickelte eine eigene Figur aus den traditionellen Elementen.
1983 arbeitete er als Freiwilliger für unheilbar Kranke in Indien.
Bei seiner Rückkehr gründete er in Lugano die Gruppe Sunil's Clowns, die 1986 in Teatro Sunil umbenannt wurde. 1984 schrieb er das Stück Rituale und führte es auf. Des Weiteren erschienen die Werke Viaggio al Confine und Dialoghi col Sonno, mit denen er die erste internationale Tour des Theaters startete.
Während seiner kurzen Haftstrafe wegen Wehrdienstverweigerung vollendete er die Trilogie Fuga. Der Teil Icaro, ein Monolog für einen Zuschauer, wurde auf zahlreichen Festivals im Laufe von 15 Jahren in 6 verschiedenen Sprachen aufgeführt und von über 100.000 Zuschauern gesehen.
1989 gründete er mit Silvia Priori das Teatro Blu in Brescia
Zur 700-Jahr-Feier der Schweiz wurde er als Tessiner Schreiber in ein Literaturprojekt im Jura eingeladen. Während dieser Zeit schrieb er mehrere Kurzgeschichten, die als Come acqua allo specchio veröffentlicht wurden. Von einer Geschichte wurde die Tanzshow Passo Migratore abgeleitet.
In Äthiopien nahm er am Projekt zur Integrierung von Waisenkindern in die Gesellschaft durch das Theater teil.
1337 Déjeuner sur l’herbe, Patria und Aitestás waren weitere Werke.
2000 folgten die Werke Visitatio, Viaggio al Confine, La scala senza Pioli, Isole Pellegrine, Avvoltoi della speranza, Richiami, Polifonica, Storie per vincere la Notte.
Er entwickelte eine eigene Clownfigur, die er regelmässig in Arbeitskreisen und Kursen präsentierte.
Finzi Pasca inszenierte die Show Corteo des kanadischen Cirque du Soleil, die 2005 Premiere feierte. Für alle Texte der in dieser Show gesungenen Musikstücke ist er Mitautor.
Er leitete die Abschlussfeier für die XX. Olympischen Winterspiele 2006 in Turin.
Im Mai 2007 zeigte er mit dem Cirque Éloize die Show Rain im Hessischen Staatstheater Wiesbaden.
2012 führte er Regie bei der Oper L'Amour de loin in Toronto, diese Aufführung war die kanadische Premiere der Oper.
2014 inszenierte er die Schlussfeier der XXII. Olympischen Winterspiele und die Eröffnungsfeier der 11. Winter-Paralympics in Sotschi.
Die Fête des Vignerons stand 2019 unter der künstlerischen Leitung von Daniele Finzi Pasca, der auch die Regie führte.

## Schriften
- Come acqua allo specchio; Casagrande Edizioni SA, La Salamandra, 117 Seiten ISBN 978-88-7713-175-1

## Auszeichnungen
- 1994 für die Show Icaro den „Premio Florencio“ als beste ausländische Aufführung in Montevideo, Uruguay
- 1999 für die Show Aitestás den „Premio Seki Sano“ als beste ausländische Show von Mexiko-Stadt
- 2006 „SwissAward“ für das Showbusiness
- 2008 „Schweizer KleinKunstPreis“[3] (englisch)
- 2012 Hans Reinhart-Ring.